# Premi Ryszard Kapuściński de reportatge literari
El Premi Ryszard Kapuściński de reportatge literari (en polonès, Nagroda im. Ryszarda Kapuścińskiego za Reportaż Literacki) és un premi internacional per guardonar i promoure els llibres de reportatges amb la intenció d'honrar el llegat del periodista i escriptor Ryszard Kapuściński. El va instaurar el gener de 2010 l'Ajuntament de Varsòvia, que concedeix 50.000 złoty a l'autor de la millor reportatge literari. Si el llibre s'ha traduït al polonès, el traductor rep 15.000 złoty.

## Guanyadors
2010
- Jean Hatzfeld: L'estratègia dels antílops[1]

2011
- Svetlana Aleksiévitx: U voiní ne jénskoe litsó [«La guerra no té rostre femení»][1]

2012
- Liao Yiwu: The Corpse Walker: Real Life Stories, China from the Bottom[1]
- Premi de traducció: Wen Huang (traducció del xinès a l'anglès) i Agnieszka Pokojska (traducció de l'anglès al polonès).

2013
- Ed Vulliamy: Amèxica[1]

2014
- Elisabeth Åsbrink: Och i Wienerwald står träden kvar[1]

2015
- Svetlana Aleksiévitx: Temps de segona mà. La fi de l'home roig[1]
- Michał Olszewski: Najlepsze buty na świecie[1]
- Premi de traducció: Mariusz Kalinowski per la traducció del suec de Ett kort uppehåll på vägen från Auschwitz de Göran Rosenberg